# Департман (ресор)
Департман (фр. département) назив је за министарство (секретаријат, државно надлештво) или њихову унутрашњу организациону јединицу у неким земљама.
Министарства у Сједињеним Америчким Државама се називају департмани, а на челу њих стоје секретари. Секретари су чланови Кабинета предсједника САД. Њих именује и разрјешава предсједник САД с одобрењем Сената. Најпознатије министарство је Стејт департмент (енгл. State department) који врши надлежности министарства иностраних послова.
За вријеме постојања Руске Империје департмани су могли бити: одјељења министарстава или државних надлештава, одјељења Правитељствујушчег сената и комитети Државног савјета и Државне думе.
У савременој Русији, након административне реформе из 2004, департмани су постали основна организациона јединица министарства. Ња њиховом челу стоји директор. Департмани министарстава су одговорни за општу политику и припремање нацрта правних аката, као и за контролу неког државног надлештва потчињеног министарству (нпр. Департман пореске и царинско-тарифне политике Министарства финансија је одговаран за надзор над Федералном пореском службом).